# Îlot Mtsongoma
L'îlot de Mtsongoma est un îlot au nord des îles de Mayotte, dans le canal du Mozambique.

## Géographie et environement
Avec l'ilôt de Mtiti, il constitue une zone naturelle d'intérêt écologique, faunistique et floristique de type 1 depuis le 7 novembre 2019.